# Chester Greenwood
Chester Greenwood (* 4. Dezember 1858 in Farmington, Maine; † 5. Juli 1937) war ein US-amerikanischer Erfinder. Er erfand die Ohrenschützer.

## Leben
Greenwood war eines von sechs Kindern, lebte auf einer Farm und hatte die Schule abgebrochen. Beim Eislaufen auf dem Abbot Pond fror er an den Ohren und der um den Kopf gewickelte Schal rutschte ständig herunter. Zuhause bog er sich ein paar Drahtreifen zurecht und bat seine Großmutter, Fell darauf zu nähen. Am 13. März 1877 erhielt er ein Patent auf seine Greenwood Champion Ear Protector und verdiente damit und über 130 weiteren Patenten ein Vermögen.
In Maine ist der 21. Dezember der Chester Greenwood Day.